# Trioxaan
1,3,5-trioxaan of metaformaldehyde is een cyclisch trimeer van formaldehyde.
Trioxaan wordt vooral gebruikt als leverancier van watervrij formaldehyde, onder meer voor de productie van het polymeer polyacetaal (polyoxymethyleen).
Militairen en kampeerders gebruiken tabletten van een mengsel van trioxaan en hexamine om in alle omstandigheden vuur te kunnen maken.

## Toxicologie en veiligheid
Trioxaan is ingedeeld bij de stoffen met mogelijk gevaar voor beschadiging van het ongeboren kind.